# Championnat du Maroc masculin de handball 2017-2018
Navigation
Division Excellence 2016-2017 Division Excellence 2018-2019
La saison 2017-2018 de la Division Excellence est la 54e édition du Championnat du Maroc masculin de handball.

## Playoffs

### Quarts de finale
Les quarts de finale se déroulent entre les 18 avril (aller) et entre les 21 et 25 avril (retour).
| Équipe                    | Aller   | Total   | Retour  | Équipe            |
| ------------------------- | ------- | ------- | ------- | ----------------- |
| Club Etudiants de Tétouan | 27 - 37 | 55 - 71 | 28 - 34 | Widad Smara       |
| Kawkab de Marrakech       | 25 - 20 | 45 - 45 | 20 - 25 | FAR de Rabat      |
| Renaissance Tanger        | 20 - 26 | 37 - 53 | 17 - 27 | Raja d'Agadir     |
| Union Enousar             | 18 - 27 | 38 - 52 | 20 - 25 | Mouloudia d'Oujda |

### Final Four
Le Final Four s'est déroulé dans la ville de Berrechid sous forme de mini-championnat entre le 4 et 6 mai .
|   | Équipe            | Pts | J | G | N | P | Bp | Bc | Diff | Dép |
| - | ----------------- | --- | - | - | - | - | -- | -- | ---- | --- |
| 1 | Raja d'Agadir     | 9   | 3 | 3 | 0 | 0 | 71 | 62 | 9    | --  |
| 2 | FAR de Rabat      | 7   | 3 | 2 | 0 | 1 | 70 | 66 | 4    | --  |
| 3 | Widad Smara       | 5   | 3 | 1 | 0 | 2 | 77 | 85 | -8   | --  |
| 4 | Mouloudia d'Oujda | 3   | 3 | 0 | 0 | 3 | 81 | 86 | -5   | --  |